# Abetarda-de-asa-preta
Sisão-d'asa-preta, abetarda-de-asa-preta ou sisão preto (Afrotis afra, sinónimo Eupodotis afra) é uma espécie de ave da família Otididae.
É endémica de África do Sul.